# 桑斯府邸

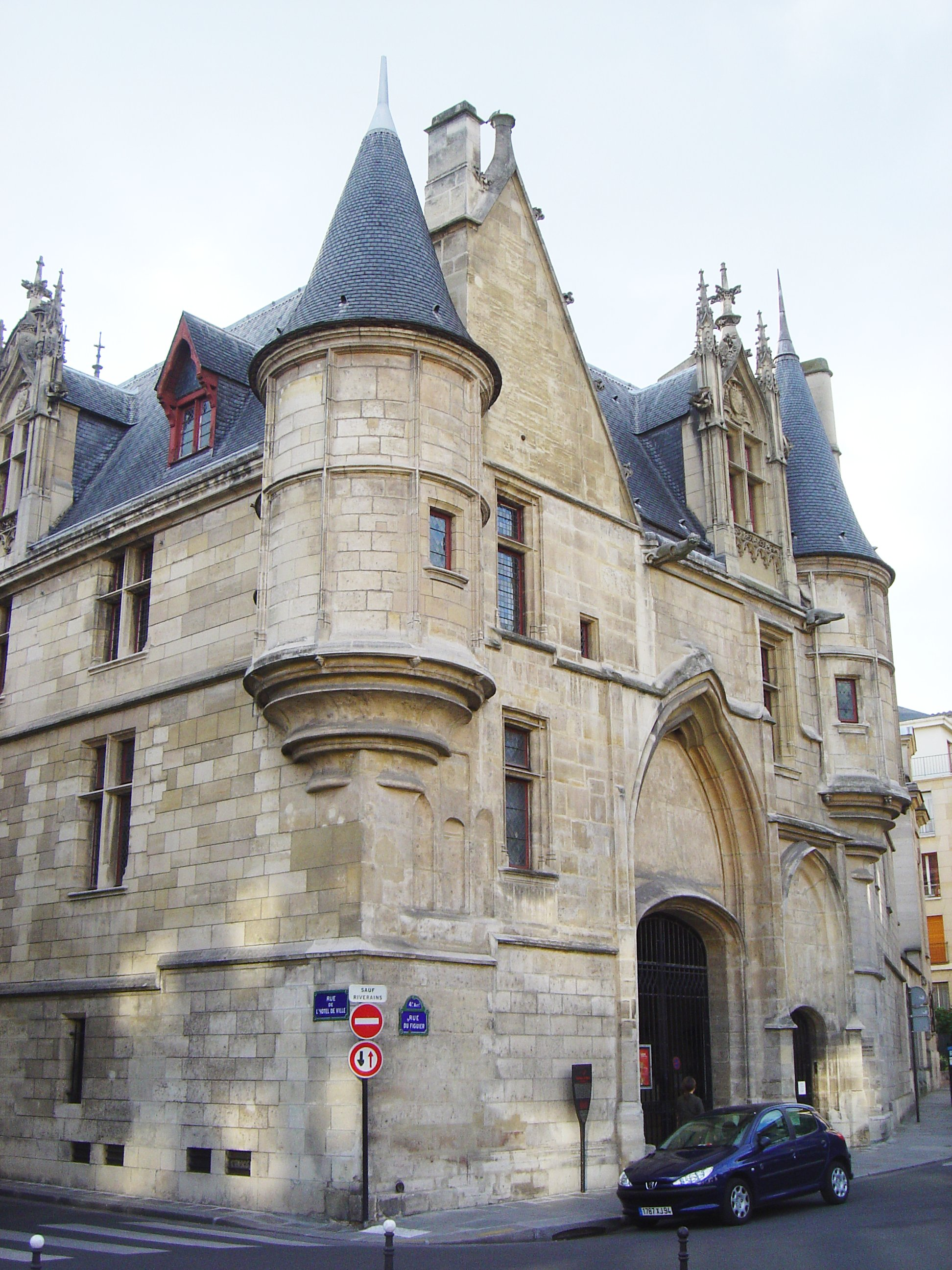
桑斯宫邸

桑斯府邸（Hôtel de Sens）是法国巴黎的一座府邸，位于巴黎第四区的玛莱区。
该建筑最初由的桑斯总主教所拥有，为晚期哥特式和早期文艺复兴的风格。该建筑是巴黎保存至今的三座中世纪私人府邸之一，建于1475年和1507年，现在设有福尼艺术图书馆（bibliothèque Forney）。